# Tyché
Pour les articles homonymes, voir Tyche.
Dans la mythologie grecque, Tyché (en grec ancien Τύχη / Túkhē, « Fortune, Hasard ») est la divinité de la Fortune, de la Prospérité et de la Destinée d'une cité ou d'un État.
Son équivalent romain est Fortuna.

## Généalogie et famille
Il existe plusieurs versions de la généalogie de Tychée :
- Hésiode dans sa Théogonie la donne comme l'une des Océanides[1][réf. nécessaire].
- L’Hymne homérique à Déméter la donne aussi comme l'une des Océanides [2],[3] (vers  420).
- Pindare[4] l'appelle « fille de Zeus ».
- D'autres la disent « fille d'Hermès »[réf. nécessaire].
- Une tradition isolée la fait naître du Titan Prométhée[5].

Ésope la désigne comme la mère de Ploutos, le dieu de la richesse ; cependant, il est généralement écrit comme étant le fils de Déméter et de Iasion,.
Tyché Agatha est l'épouse de Agathodémon ou Agathodaïmon (« bon esprit »)[réf. nécessaire].

## Fonctions
Tyché décide du destin des mortels, comme jouant avec une balle, rebondissant, de bas en haut, symbolisant l'insécurité de leurs décisions. Nul ne doit donc se vanter de sa bonne fortune ou négliger d'en remercier les dieux, sous peine d'attirer l'intervention de Némésis[réf. nécessaire].

## Mythes
Selon Pausanias dans sa Description de la Grèce, Palamède, après avoir créé la première paire de dés, les donna en offrande à Tyché,.

### Philosophie
Au IVe siècle av. J.-C., Tyché symbolise le désordre et l'irrationnel, et son culte marque la faillite du panthéon olympien, les hommes doutant de l'efficacité des autres dieux.
Théophraste (ca. 371 à ca. 288 avant notre ère), élève d'Aristote, dit que la fortune est aveugle, prompte à nous ôter le fruit de notre peine et à bouleverser ce qui nous semble être la prospérité sans aucune opportunité déterminée. Sa phrase « La vie est gouvernée par la fortune, non la sagesse », dans son ouvrage sur le deuil (Callisthène), fait également référence au principe métaphysique de la tyché, nécessité transcendantale qui oriente les événements dans le sens d’une finalité prédéterminée.
Pour Polybe (208 à 126 avant notre ère), les dieux et le surnaturel n'existent pas mais il existe un principe métaphysique sous la forme de la tyché, équivalent de la « fortune ». Elle joue chez cet historien le rôle d'une nécessité transcendantale qui oriente les événements dans le sens d’une finalité prédéterminée. Chez Hérodote, la tyché était encore une puissance entre les mains des dieux mais chez Polybe, ce n'est plus qu'une notion abstraite.

## Cultes et représentations
À l'époque hellénistique, son culte connait une grande diffusion. Tyché devient la « Fortune de la cité », en grec ancien, Τύχη τῆς πόλεως, divinité féminine porteuse de la corne d'abondance, le front ceint d'une couronne murale. Elle est associée aux anciennes divinités poliades ou se substitue à ces dernières.
Plusieurs villes grecques antiques ont leur propre version de Tyché
- À Antioche et Alexandrie en particulier, elle est vénérée comme déesse protectrice de la ville[16].
- À Antioche (fondée vers 300 avant notre ère) par Séleucos Ier Nicator, le sculpteur Eutychidès de Sicyone en réalise une représentation en bronze doré, considérée comme le chef-d'œuvre de cet artiste[15].

Tyché fait partie des divinités dont les statues colossales ornaient le tombeau du roi Antiochos Ier de Commagène (règne de ca. 69 à ca. 40 avant notre ère) sur le Nemrut Dağı.

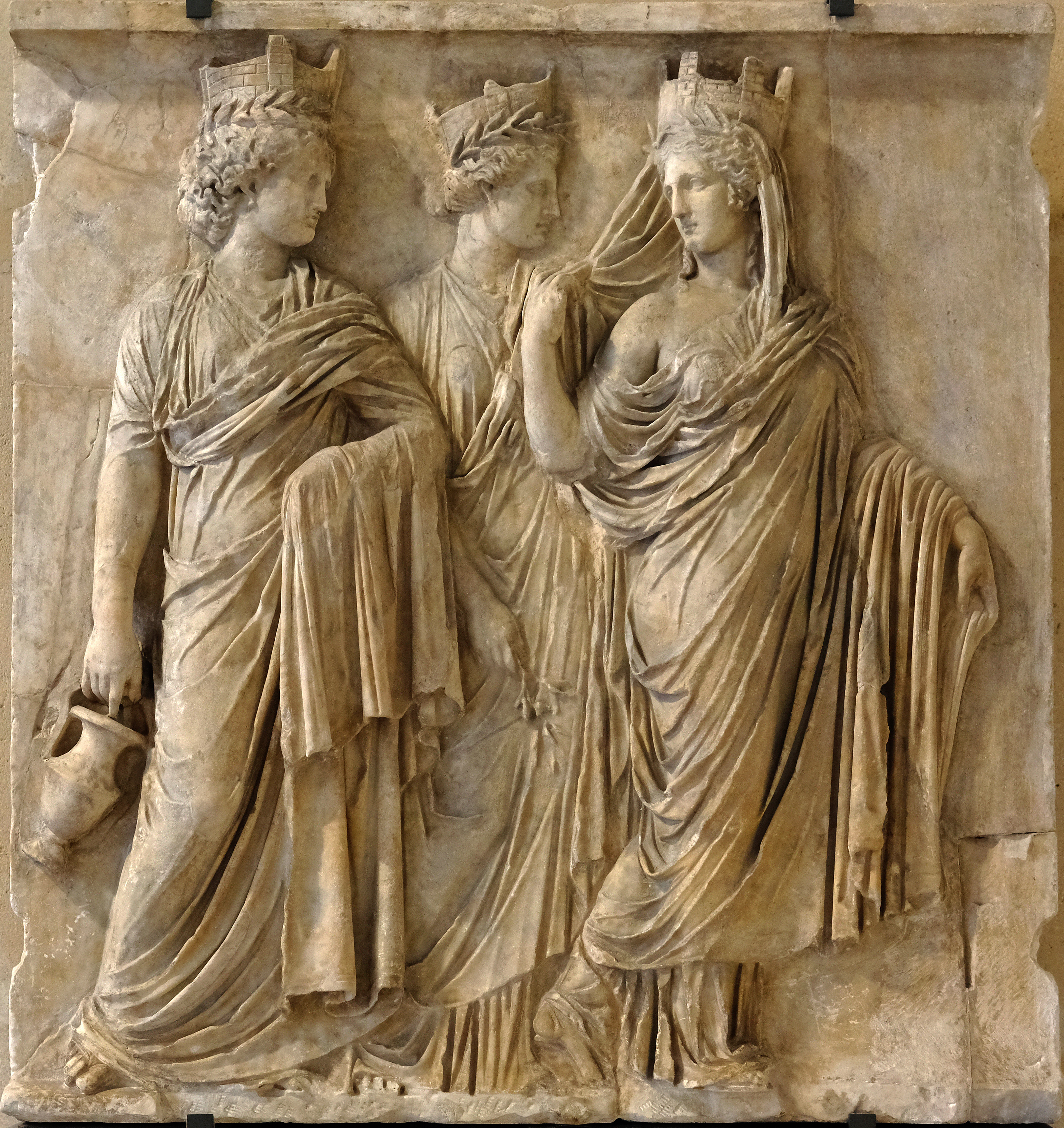
Les Trois Tychés (musée du Louvre) ; ces trois figures coiffées de couronnes crénelées personnifient des villes.
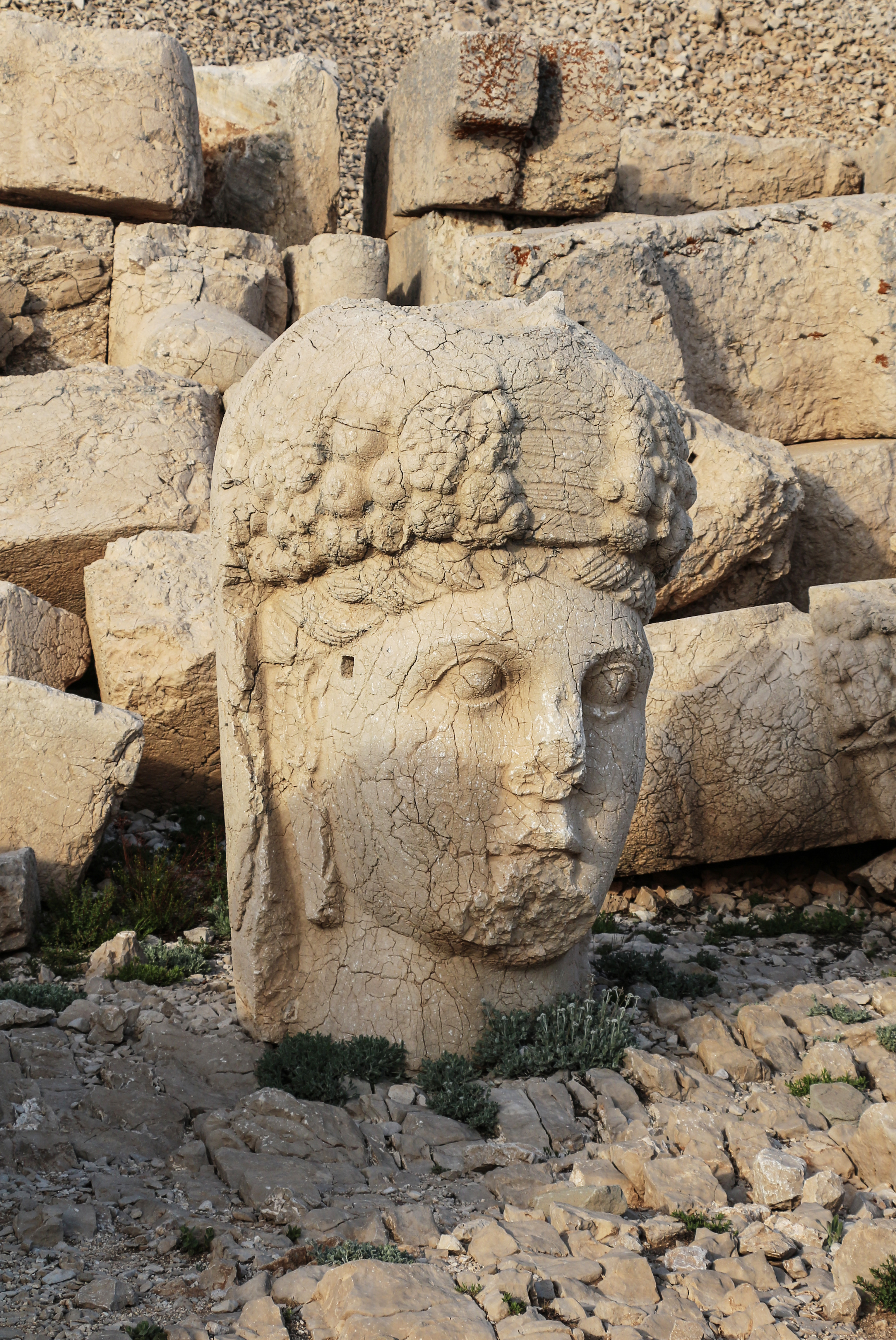
Tête de Tyché sur le Nemrut Dağı.
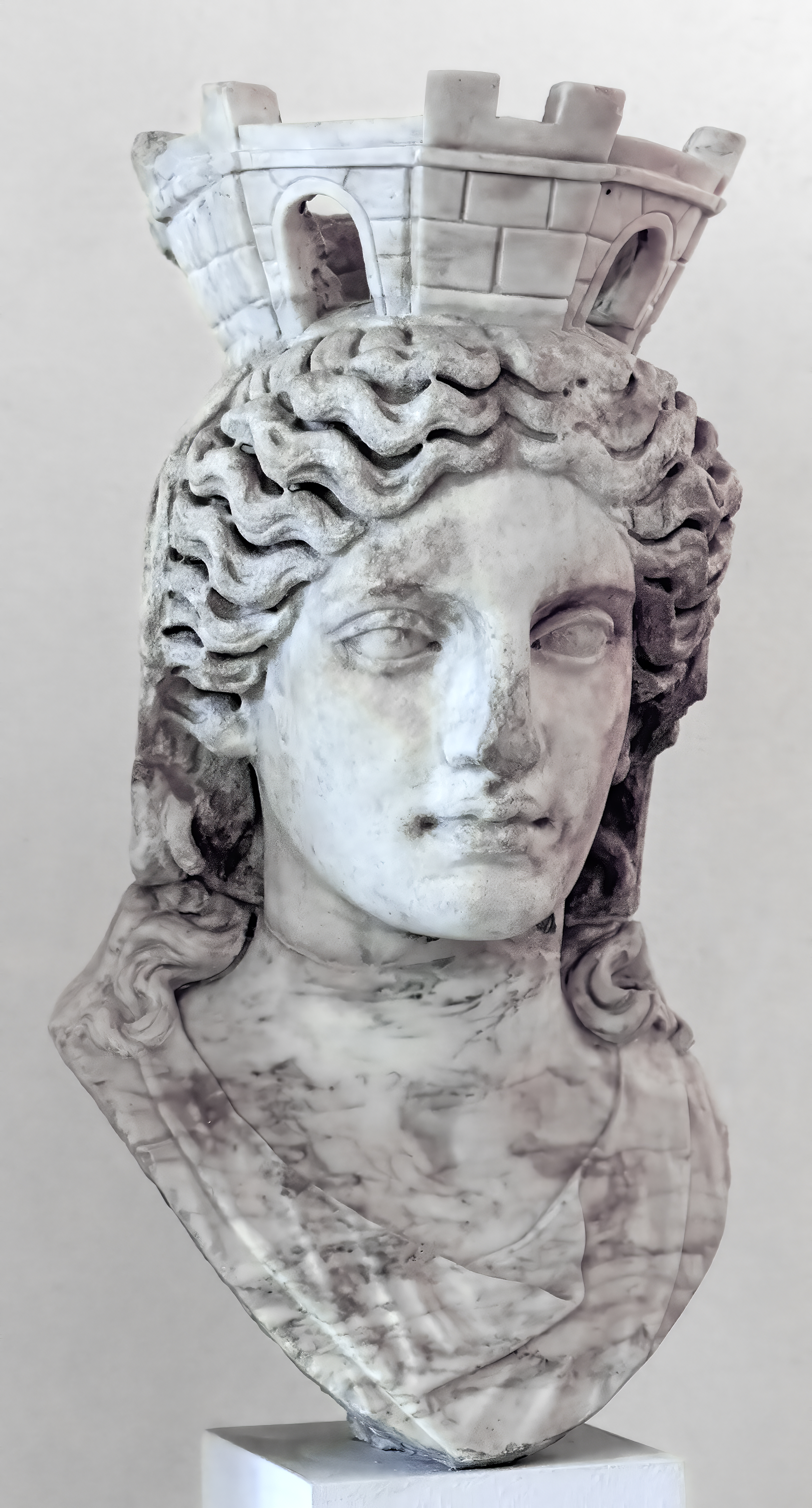
Tychés Musée archéologique national de Venise

Par la suite, Tyché sera représentée avec une corne d'abondance, la barre emblématique d'un bateau et la Roue de Fortune[réf. nécessaire].

### Art gréco-bouddhique de Gandhâra
Dans l'art gréco-bouddhique de Gandhâra, elle est associée à l'ogresse ou déesse Hārītī (ou Kishimojin)[réf. nécessaire].
Sur le site archéologique de Hadda, le Bouddha avec Héraclès/Vajrapani (détail de gauche) et Tyché/Hārītī (détail de droite) pourrait être « une sculpture bouddhiste naissante en style indo-grec » (Boardman). Héraclès a encore sa peau de lion sur l’épaule gauche mais sa massue a été remplacée par le vajra (foudre) de Vajrapani. Tyché tient une corne d'abondance classique[réf. nécessaire].

### Numismatique
Tyché apparaît au revers des drachmes ou pièces de monnaie de différents royaumes antiques, surtout dans la région de l'Égée. On la rencontre également dans le royaume parthe (partie de l'Iran actuel jusqu'en Mésopotamie) et les régions influencées par l'hellénisme[réf. nécessaire].

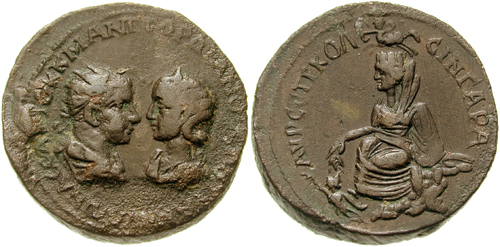
Tyché au revers d'une pièce de monnaie de Gordien III.
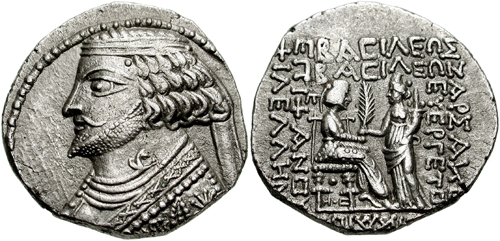
Tyché au revers d'une pièce du règne de Phraatès IV de Parthie.